# مزيل الرجفان

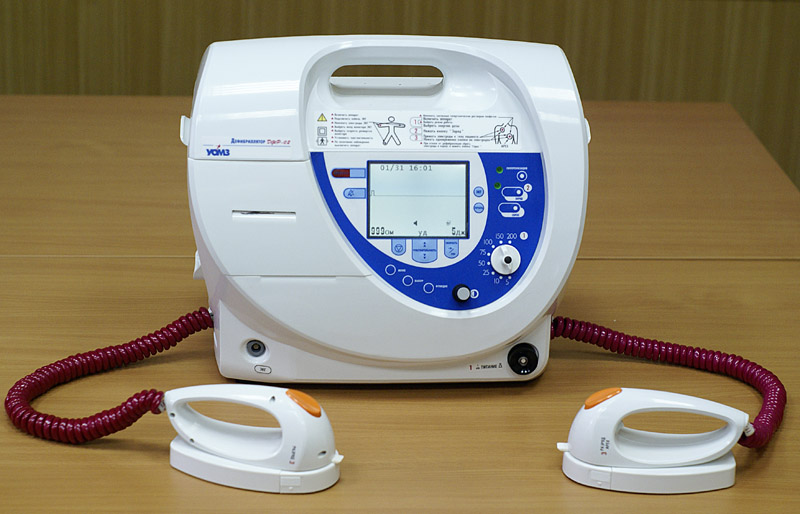
جهاز مزيل الرجفان

رمز لجهاز مزيل الرجفان الآلي

مزيل الرجفان (بالإنجليزية: Defibrillator) هو جهاز طبي يستخدم في معالجة اضطرابات دقات القلب (أي غير المنتظمة) الخطيرة منها، مثل الرجفان البطيني والتسرع البطيني، وغير الخطيرة مثل الرفرفة الأذينية والرجفان الأذيني وذلك بإعطاء صدمة كهربائية تنهي الاضطراب في نقل الشارة الكهربائية في القلب. رغم أن هذه العملية غير مفهومة تمامًا، لكنها تؤدي إلى إزالة استقطاب جزء كبير من عضلة القلب، وتعالج اضطراب النظم القلبي. بهذه الطريقة، يصبح بإمكان منظم ضربات القلب الطبيعي في العقدة الجيبية الأذينية إعادة إيقاع النظم الجيبي الطبيعي. لا يمكن إعادة تشغيل القلب الذي يكون في حالة توقف الانقباض (خط مسطح) باستخدام مزيل الرجفان، ولكن، يمكن علاجه عن طريق الإنعاش القلبي الرئوي.
على عكس إزالة الرجفان، يعتمد تقويم نظم القلب الكهربائي المتزامن على صدمة كهربائية يتم توصيلها بالتزامن مع الدورة القلبية. رغم أن المريض قد يبقى في حالة صحية حرجة، يهدف تقويم نظم القلب عادةً إلى إنهاء حالة اضطراب النظم القلبي الناتجة عن نقص التروية، مثل تسرع القلب فوق البطيني.
تكون مزيلات الرجفان إما خارجية أو وريدية أو مزروعة (مقوم نظم القلب مزيل الرجفان القابل للزرع)، بحسب نوع الجهاز المستخدم أو المطلوب. تعمل بعض الوحدات الخارجية، المعروفة باسم مزيلات الرجفان الخارجية الآلية، بأتمتة تشخيص الإيقاعات القابلة للعلاج، ما يعني أن أفراد الطاقم الطبي العاديين أو المتفرجين قادرين على استخدامها بنجاح مع القليل من التدريب أو بدون أي تدريب.

## مبدأ عمل الجهاز

نظام نقل الشارة الكهربائية المنظمة لدقات القلب في الوضع الطبيعي.

يعمل مزيل الرجفان على إنهاء اضطرابات نقل الشارة الكهربائية عبر القلب، وذلك من خلال توجيه تيار كهربائي أعلى من التيار المتولد في القلب (انظر مخطط القلب الكهربائي) والناجم عن مجموعة كمونات الفعل المتولدة في خلايا عضلة القلب، بحيث يعمل على إيقاف جميع الشارات الكهربائية العشوائية في القلب، ليعود القلب كهربائياً لنقطة الصفر، وتبدأ دقات القلب تنبثق عن الناظمة البدائية في القلب في أحسن الأحوال.
من ناحية وظيفية فإن الخلية الناقلة للسيال، تحتاج لفترة لإعادة بناء توتر غشاء الخلية، قبل السماح للسيال الكهربائي القادم من المرور عبرها، هذه الفترة التي تتلو مرور السيال الكهربائي، تكون الخلية فيها غير قابلة للتأثر بالشارة الكهربائية، وتسمى بفترة الممانعة. في حالة الرجفان، فإن خلايا القلب تنقل الشارة الكهربائية بشكل عشوائي، أي أن كل خلية «تغنّي على هواها»، وبالتالي تصبح العضلة القلبية في حالة رجفان بدل الانقباض المنتظم والفعّال. جهاز مزيل الرجفان يقوم على تمرير صعقة كهربائية ترغم كافة خلايا القلب على الدخول في آنٍ واحد وفي نفس اللحظة فترة الممانعة، وهو الأمر الذي يفسر الصمت القلبي للّحيظات التي تلت تلك الصدمة. لتبدأ بعدها أسرع الخلايا القلبية في استعادة توتر غشاء الخلية وهي في العادة خلايا العقدة الجيبية الأذينية في إصدار السيال الكهربائي وبالتالي البدء بالنَظم الجيبي الطبيعي، وإذا نجح ذلك يكون القلب تفادى الاضطراب النظمي.
|  |  |  |

## طريقة الاستخدام

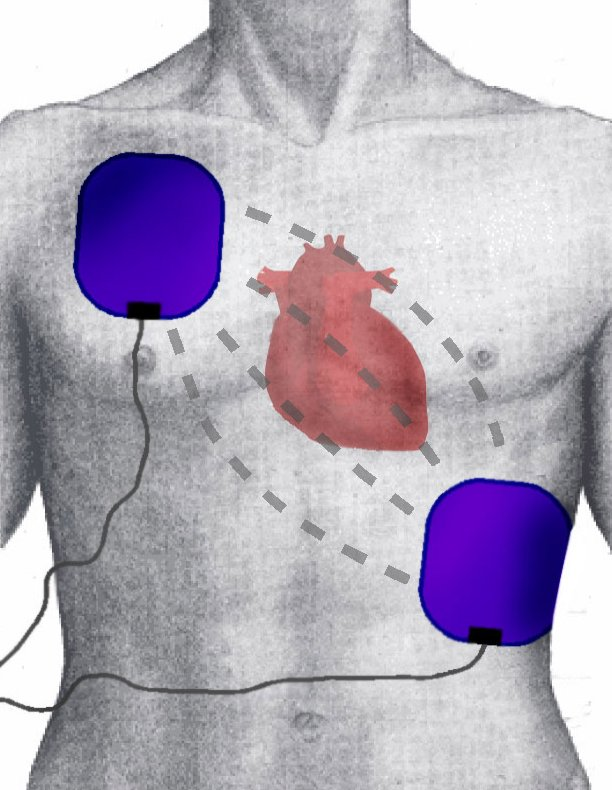
طريقة وضع جهاز مزيل الرجفان.

هناك عدة أنواع من أجهزة مزيل الرجفان تختلف فيما بينها بمبادئ العمل وطريقة التطبيق، فيما يلي شرح لطريقة استخدام مزيل الرجفان الخارجي اليدوي، وهو الجهاز المنتشر في المستشفيات وأقسام الطوارئ وغرف العناية المركزة وبعض أطقم الطوارئ.
- تدهن أقطاب الجهاز بالدهن الموصل للكهرباء والذي يعمل على خفض مقاومة الجلد الكهربائية للتيار وتجنب حدوث حروق سطحية مؤلمة ناجمة تجاوز التيار لمقاومة الجلد من ناحية، ولضمان وصول أكبر قدر ممكن من الطاقة العلاجية لعضلة القلب وبالتالي زيادة فاعلية العلاج.
- يتم تشخيص موجة دقات القلب باعتماد مخطط القلب الكهربائي على شاشة الجهاز، وبناءً على التشخيص يتم؛
- اختيار الجهد المناسب للعلاج والذي يعتمد على نوعية جهاز مزيل الرجفان، في الأجهزة أحادية الطور تكون الطاقة المستخدمة 360 جول، بينما تكون في الأجهزة ثنائية الطور ما بين 100 و 200 جول.[5] كما يتم تحديد ما إذا كانت الصعقة الكهربائية ستكون متزامنة أم غير متزامنة مع مخطط القلب الكهربائي (حالات الطوارئ والسكتة القلبية يكون الاختيار غير متزامن).
- وضع القطبين على الصدر كما هو مبين في الرسم وضغطهما بقوة للحصول على تلامس وتوصيل جيد يقلل المقاومة عبر الجلد.
- البدء بشحن الأقطاب بالزر الذي عادة ما يكون على هذه الأقطاب.
- وبعد سماع إشارة انتهاء شحن الأقطاب يتم إنذار كل الموجودين بصوت واضح وقوي بالابتعاد عن المريض حتى لا يتعرض أيٌ من الحاضرين للصدمة الكهربائية!
- عند التأكد من عدم ملامسة المريض يتم تفريغ الشحنة الكهربائية للحصول على العلاج المطلوب.

## أنواع أجهزة مزيل الرجفان

مخطط مبدأ عمل جهاز مزيل الرجفان الكهربائي، هنا يكون أحادي الطور

هناك أنواع كثيرة من أجهزة الرجفان بحسب الوظيفة والحاجة المرجوة من الجهاز، وكذلك بحسب المبدأ المستخدم في الجهاز، وتقسم الأجهزة بحسب المبدأ لنوعين أجهزة أحادية الطور وأجهزة ثنائية الطور.
هذا التقسيم يراعي الناحية الفنية للتيار الكهربائي فالتيار الكهربائي في الأجهزة أحادية الطور يسير باتجاه واحد من أحد القطبين للآخر، وهو النظام الأقدم في هذه الأجهزة. هذه الأجهزة الأبسط تحتاج إلى طاقة أكبر لتحقيق نفس الهدف. هنا يستخدم فرق جهد كهربائي أعلى، عادة يكون بمستوى 360 جول.
في أواخر الثمانينات تم تطوير أجهزة مزيلة للرجفان تستخدم تيار كهربائي ثنائي الإتجاه وبالتالي ثنائي الطور، هذه الأجهزة تعمل على تغيير اتجاه التيار خلال فترة قصيرة تبلغ حوالي 10 ميللي ثانية وبالتالي تستخدم مقدار أقل لفرق الجهد وأقل للطاقة المستخدمة خلال الصعقة الكهربائية. تعتبر هذه الأجهزة أكثر فاعلية في إنهاء الرجفان البطيني حيث يمكن أن ترتفع نسبة النجاح في إنعاش المرضى باستخدام الأجهزة ثنائية الطور من قرابة 28% إلى 40%. مبدأ التيار ثنائي الطور استخدم ابتداءً في الأجهزة المزروعة، ولكنه تم تعميمه على باقي الأجهزة، النزعة الحالية في العالم تسير إلى استبدال تدريجي لأجهزة التيار الأحادي إلى ثنائية الطور. اختيار الطاقة هنا يكون 100-200 جول.
أما من ناحية الوظيفة فهناك أشكال متعددة تؤدي وظائف مختلفة منها:

## مزيل الرجفان اليدوي البسيط

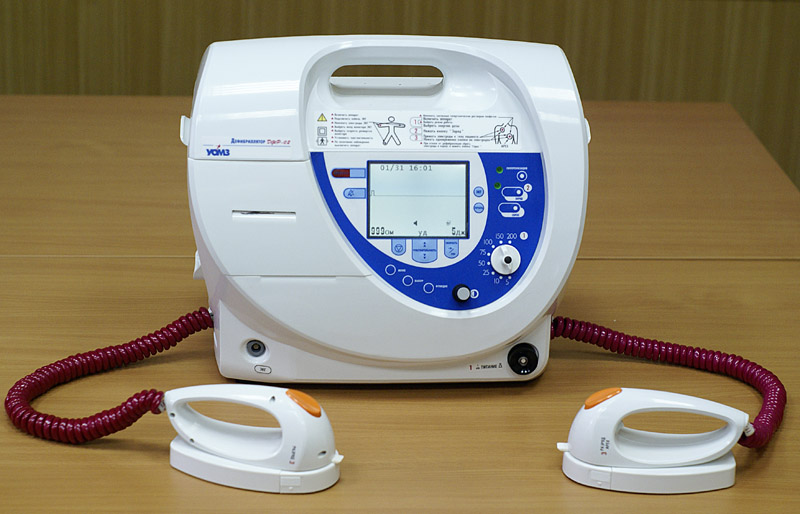
جهاز مزيل الرجفان البسيط

هذا النوع من الأجهزة هو الأبسط، والأكثر انتشاراً نظراً لرخص ثمنه، ولكونه يقوم بأهم مهمة وهي إنهاء الرجفان القلبي. تختلف الأجهزة في أشكالها بحسب الشركة الصانعة، ولكن يمكن القول أن المكونات الأساسية التي تتواجد في كافة الأجهزة هي (انظر الصورة):
- قطبين (إلكترودين) إما بشكل مقابض كما هو واضح في الصورة أو يسمح بتركيب لواصق التفريغ كما هو موضح في الصورة أعلاه. في حالة مقابض التفريغ لابد من استخدام دهن مقلل المقاومة، (في الصورة الأنبوبة البيضاء على اليسار)، أما في حالة لواصق التفريغ فتكون هذه اللواصق جاهزة وعليها مادة لزجة تقلل المقاومة.
- شاشة لتحليل مخطط القلب الكهربائي، يظهر عليها مخطط مسار واحد كافٍ لتشخيص اضطرابات نظم القلب، وبالتالي يكفي لمعالجتها حين الحاجة.
- مكثف الشحن، ووظيفته شحن الأقطاب بالطاقة المعينة بوحدة اختيار الطاقة على واجهة الجهاز.
- وحدة التحكم وتحوي أزرار التحكم بالوظائف الأساسية لمزيل الرجفان.

## مزيل الرجفان اليدوي المتقدم

مزيل رجفان يدوي

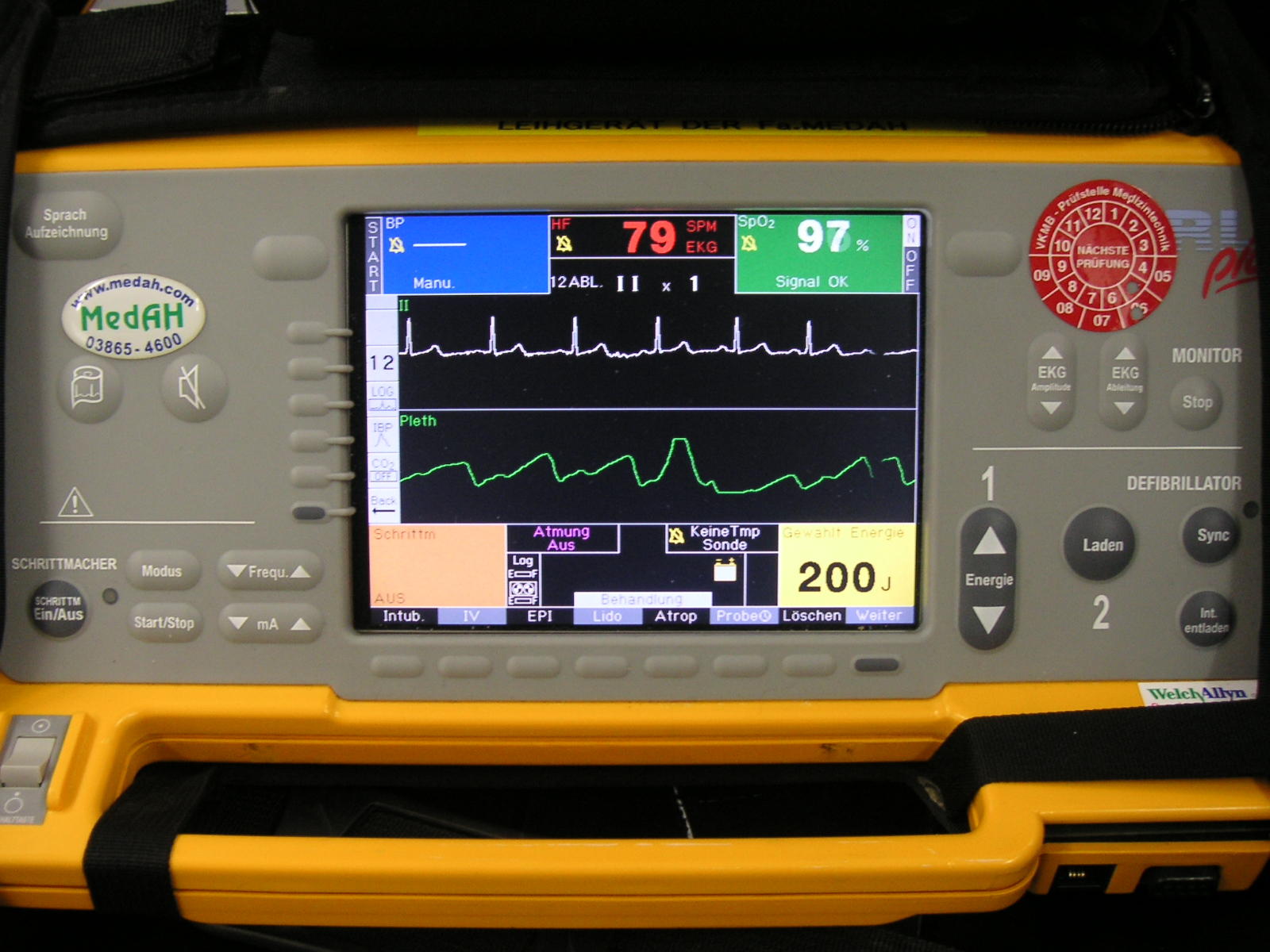
مزيل رجفان يدوي متقدم (لقطة قريبة) تظهر الشاشة مع المعطيات المتقدمة مثل مستوى الأكسجين، والتحكم بالناظمة (الكتابة بالألمانية)

هذا الجهاز هو كالجهاز البدائي ولكن تمت إضافة مميزات ووظائف عليه، تجعله مؤهلاً ليقوم بأدوار أخرى غير الصعق البسيط وإنهاء الرجفان القلبي، ومن هذه المميزات والوظائف المضافة:
- وحدة مراقبة هذه الوحدة تعطي معلومات أكثر حول الحالة السريرية للمريض، وتتفاوت قدراتها بقدر مازودت به من أجهزة استشعار وتشخيص جانبية مثل:
- مقياس التأكسج ويقيس مستوى اشباع الدم بالأكسجين.
- راسم مخطط القلب الكهربائي الموسع والذي يرفق بأسلاق ومجسات لمخطط القلب تسمح برسم مخطط كهربائي متكامل (12 مسار) وتسهم في زيادة الفائدة التشخيصية للجهاز حيث يمكن استخدام الجهاز في مراقبة نظم القلب (أثناء نقل المريض مثلاً كوحدة مراقبة متنقلة) أو في تشخيص حالات احتشاء عضل القلب أو في تشخيص مختلف أنواع اللانظميات... الخ.
- خاصية التزامن ويمكن تشغيلها بالضغط على زر التحكم الخاص بها، وتعني أن تكون الصدمة الكهربائية متزامنة مع مخطط القلب الكهربائي وبالذات مع قمة عتبة R. تستخدم هذه الخاصية في علاج الرفرفة الأذينية والرجفان الأذيني بطريقة تقويم نظم القلب، وذلك لتجنب التأثير السلبي على النظم البطيني، إذ أن صعقة في لحظة خاطئة (موجة T) قد تؤدي إلى رجفان بطيني.
- ناظمة خارجية وتستخدم في علاج تباطؤ القلب أو توقف الانقباض وذلك في الحالات الطارئة وبسرعة، حيث يتم إلصاق لواصق التفريغ على صدر المريض وظهره، وعند تشغيل هذه الخاصية، يقوم الجهاز بالعمل كناظمة بشكل مؤقت إلى أن يتم علاج التباطؤ بوسيلة أنجع وأقل إيذاءً للمريض (الناظمة الخارجية تؤلم المريض، لذا لابد من تخدير المريض أثناء العلاج بالناظمة الخارجية ويقترح الإسراع باستخدام ناظمة أخرى مثل الناظمة الوريدية).

## مزيل الرجفان الآلي ونصف الآلي
تماشياً مع العديد من الدراسات

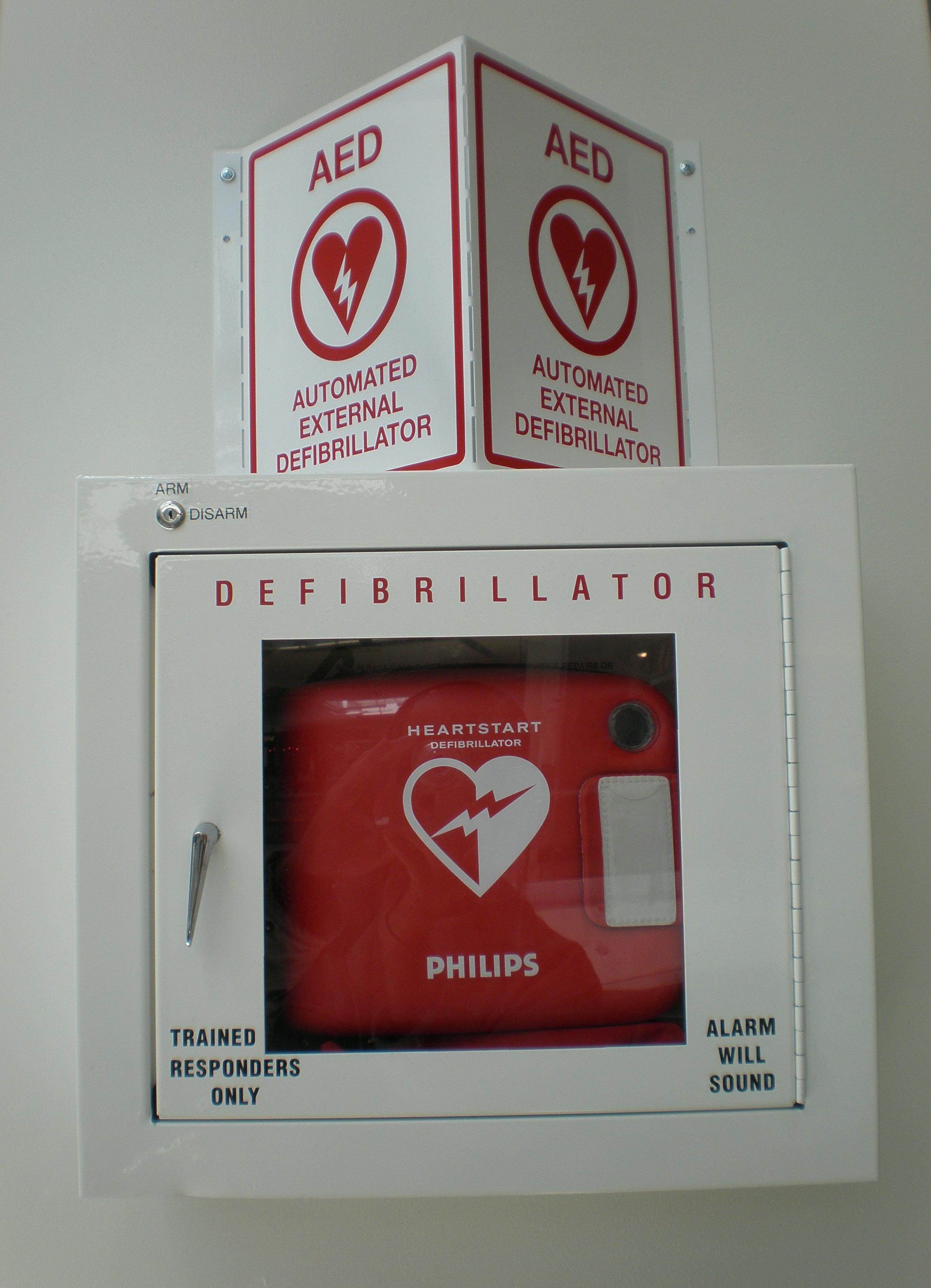
جهز مزيل الرجفان الآلي في مكان عام.

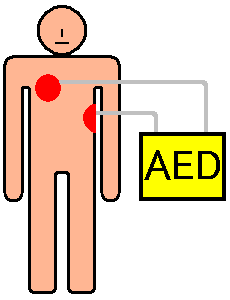
وضعية لواصق التفريغ.

التي تشير إلى أن الاستعجال في استخدام مزيل الرجفان، له دور كبير في رفع نسبة النجاح في علاج السكتة القلبية وفي استعادة نظم القلب الطبيعي بأقل قدر من الضرر للمريض. وعليه توجهت الكثير من التوصيات إلى توصية توزيع أجهزة مزيل رجفان آلية، سهلة الاستعمال للعامة، ليست بحاجة لتدريب على الاستخدام وآمنة سواءً للمرضى وللمستخدمين أنفسهم، على أمل أن يساهم ذلك في إنقاذ أعداد أكبر من المرضى الذين يعانون من السكتة القلبية.
هذه الأجهزة تحتوي على برامج حاسوبية تقوم بتحليل مخطط القلب الكهربائي والتقرير إذا ما كان قابلاً للعلاج بالصعقة الكهربائية أم لا. ويقوم الجهاز بناءً على تحليل الحاسوب بإعطاء تعليمات صوتية ورقمية على شاشة الجهاز للمستخدم بأسلوب واضح لايقبل اللبس، بحيث يستطيع أي شخص حتى لوكان غير مدرب استخدام الجهاز بشكل فعال. هذه الأجهزة تسمى الأجهزة الآلية، وهي لاتقوم بتنفيذ الصعقة الكهربائية إلا في حالة اكتشف الجهاز نظماً قابلاً للعلاج بالصعقة.
بدأت الكثير من الدول المتقدمة بنشر هذه الأجهزة في الأماكن العامة كالمطارات والأسواق العامة وغيرها، وبحسب توصيات مجلس الإنعاش الأوروبي ينصح بوضع جهاز مزيل الرجفان الآلي في كل مكان يكون احتمال حدوث سكتة قلبية فيه يزيد على مرّة واحدة كل عامين.
الأجهزة نصف الآلية وهي الأجهزة التي فيها برنامج مثل الأجهزة الآلية، ولكنها أيضاً تحتوي إمكانية تحويلها إلى النظام اليدوي، الذي يمكن محترفي المهن الطبية من استخدام الجهاز كجهاز مزيل رجفان يدوي عادي، مما يوفر للطبيب أو الفني القدرة على استخدام الجهاز بسرعة أكبر، ودون الحاجة لانتظار التحليل الحاسوبي، كما يمكن المختص من تنفيذ علاجات متقدمة غير الصعق البسيط. هذه الأجهزة يتم وضعها في سيارات الإسعاف، والعيادات الطبية، بحيث يمكن للموظفين الطبيين غير المؤهلين طبياً من استخدام النمط الآلي، وحين وصول المؤهلين طبياً يتم التحويل إلى النمط اليدوي.

## مزيل الرجفان المغروس

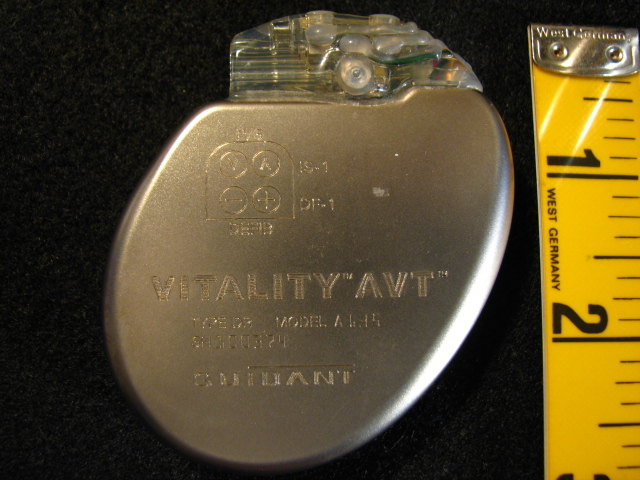
جهاز مزيل الرجفان المغروس.

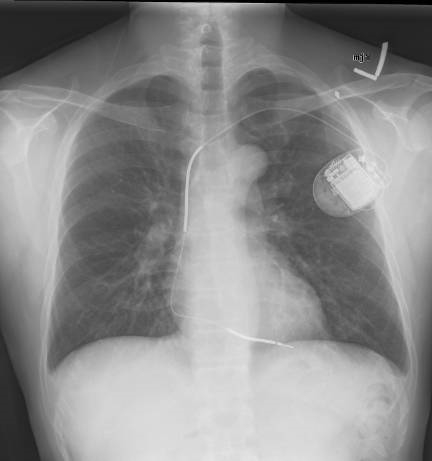
صورة أشعة تبين مزيل الرجفان المغروس.

في المرضى المعرضين للوفاة بالسكتة القلبية يمكن غرس جهاز مزيل للرجفان صغير (شبية بالناظمة القلبية المغروسة) يقوم الجهاز بمراقبة نَظم القلب، وعن طريق برنامج بإطلاق صعقة كهربائية متوسطة التوتر بمقدار 10-40 جول عن طريق أسلاك مغروسة في بطين القلب لإنهاء الرجفان القلبي وإعادة النظم الجيبي. كعلاج للمرضى الذين نجو مرة من السكتة القلبية أو من التسارع البطيني فإن العلاج بمزيلات الرجفان المزروعة يعتبر أنجح من العلاجات القديمة بالأدوية المضادة لاضطرابات النظم
بدأ تطوير هذه الأجهزة في عام 1969 لكنها لاقت في البداية صعوبات تقنية، وبعدها تحديات لرفض العالم الطبي آنذاك للفكرة وعدم اقتناعه بها، حتى جاء عام 1980م حيث تم غرس أول مزيل للرجفان (بالإنجليزية: ICD or implantable cardioverter defibrillator) في مستشفى جونز هوبكينز ليبدأ عصر مزيلات الرجفان المغروسة.
الأجهزة المغروسة الحديثة تمثل أكثر من مزيل رجفان، فهي تحتوي على برمجيات حديثة تسمح بتحليل نظم القلب، وعلاج عدد من اللانظميات مثل الرفرفة الجيبية والرفرفة البطينية والتسرع البطيني بدون الحاجة لتنفيذ صعقة كهربائية من خلال إصدار شارات كهربية سريعة، أسرع بكثير منar.m.wikipedia.org/wiki/انسداد_العضلة_القلبية هذه التسارعات، وبالتالي «استلام القيادة» النظمية في القلب للحظات ومن ثم إعادة القلب بعد استلام القيادة إلى نظم أبطأ وطبيعي، وبهذه الطريقة تحاول منع نشوء الرجفان البطيني. كما أنها تقوم بكل وظائف النواظم المغروسة.
أحدث الأجيال من مزيلات الرجفان المغروسة تمتلك القدرة - عن طريق أقطاب إضافية - على إثارة البطينين بشكل منفصل للعمل على مزامنة البطينين لزيادة مقدرة القلب على الضخ في حالات قصور القلب.